# Orix Buffaloes
Orix Buffaloes (japanska: オリックス・バファローズ, Hepburnromanisering: Orikkusu Bafarōzu) är ett professionellt japanskt basebollag som spelar i Nippon Professional Baseball. Lagets namn symboliserar sammanfogningen av före detta Orix BlueWave och Kinsetsu Buffaloes. 